# Stadtarchiv Alsfeld
Das Stadtarchiv Alsfeld ist eine städtische Dienststelle in Alsfeld.

## Geschichte
Die städtischen Akten lagerten seit 1516 in Schränken in der großen Ratsstube des mittleren Stockwerks des Rathauses, später in der sogenannten Gerbkammer der Walpurgiskirche, bis diese 1833/34 wieder als Kirche genutzt wurde. Ende des 19. Jahrhunderts waren die Archivalien relativ verwahrlost, so dass der Bürgermeister Werner Ramspeck eine Ordnungsstrafe erhielt. Ab den 1890er Jahren wurden von Dr. Abel städtische Akten im Auftrag des Oberhessischen Geschichtsvereins sortiert und teilweise publiziert.
Eduard Edwin Becker (1874–1943), der als Pfarrer in Alsfeld tätig war, nahm sich ab 1905 der städtischen Akten an. Er beschrieb die Situation wie folgt: Im oberen Rathausstockwerk lagen zwei mächtige Haufen Akten und Urkunden neben den Kohlevorräten. Ein weiterer Teil befand sich in einem Sack, die Rechnungen standen zum größten Teil ziemlich geordnet in den schönen alten Schränken. In der Registratur befanden sich neben den laufenden Akten zahlreiche alte Sachen. Aber auch auf dem Boden unter den Schränken lagen wertvolle Urkunden, mitten zwischen Zwetschenkernen, Gänse- und Schweineknochen, wohl den Überresten der fröhlichen Schöffenmahlzeiten, wie sie unsere Vorfahren so gerne begingen. 1910 übergab Becker der Stadt den aufgearbeiteten Bestand, dies gilt als Beginn des Stadtarchivs. Bereits 2 Jahre später wurden ein Teil der Archivalien durch einen Brand im Weinhaus vernichtet. Am 12. August 1983 bezog das Stadtarchiv seinen heutigen Standort.

## Gebäude

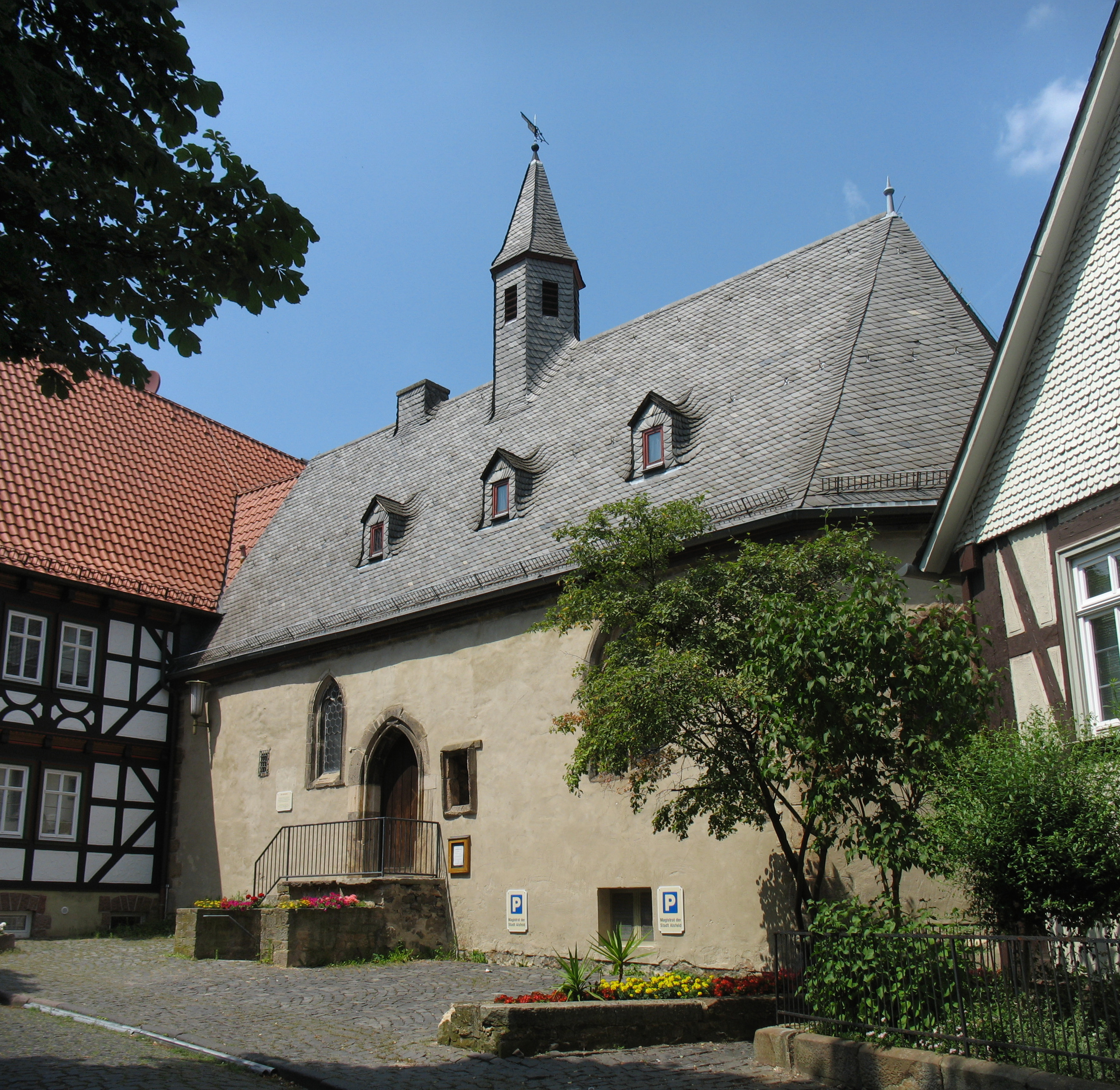
Beinhaus am Kirchplatz

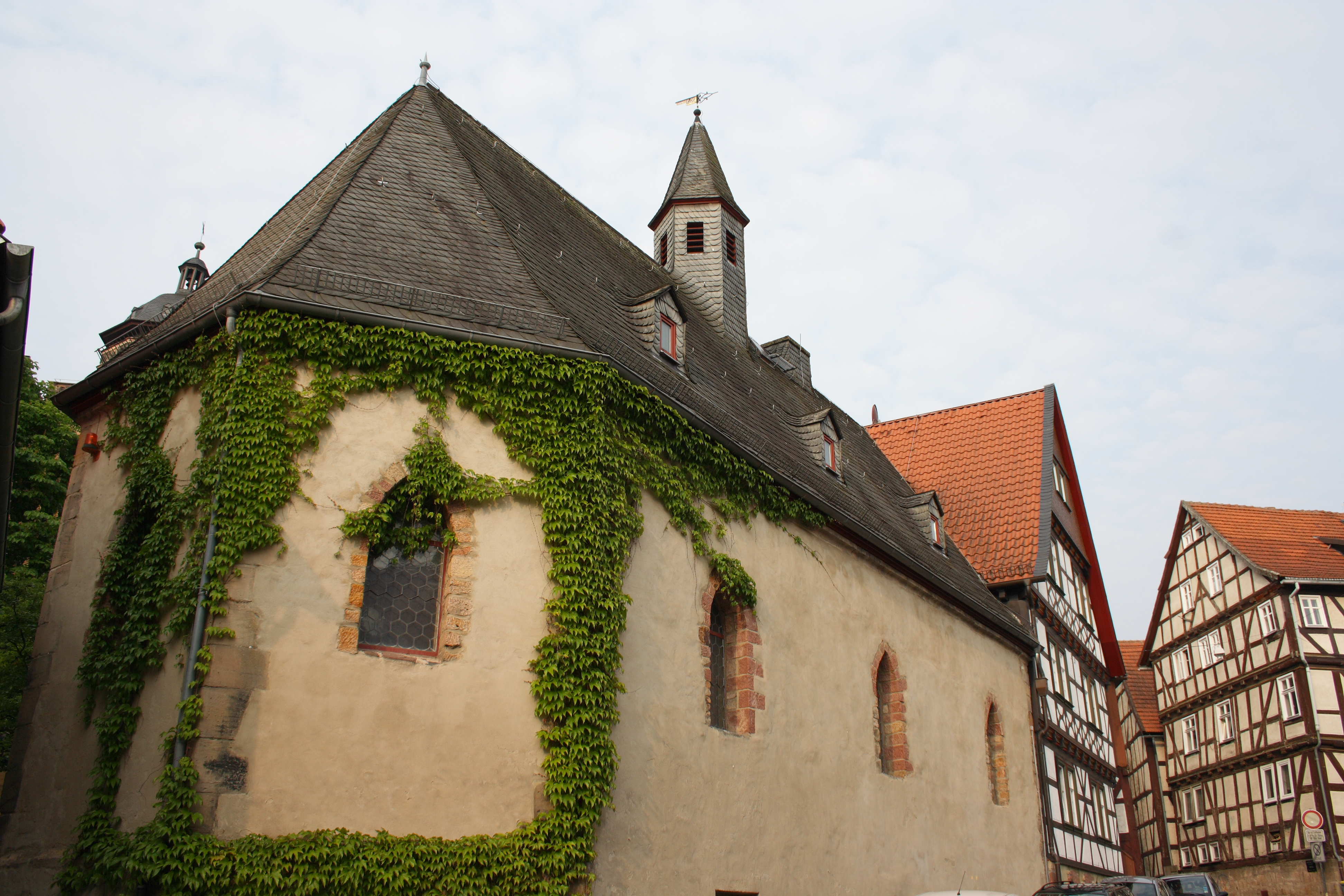
Chor von der Kaplaneigasse gesehen

Ein erstes Beinhaus, dessen Reste im Mauerwerk des Chores erhalten sind, wird 1368 an seiner heutigen Stelle genannt. Der kleine Bruchsteinbau mit einem ausgebauten Dachgeschoss aus dem Jahr 1907 steht auf einem tonnengewölbten Keller. Der rechteckige Saalbau besitzt im Osten einen dreiseitig geschlossenen Chor. An der Südseite führt eine einläufige Treppe zum spitzbogigen Portal. Unter dem Treppenpodest führt ein Kellerhals in das Gewölbe. Die Spitzbogenfenster stammen aus der spätmittelalterlichen Bauzeit, die Rechteckfenster der Nordseite stammen von einem späteren Umbau.
Das Gebäude Kirchplatz 6 diente im Laufe seiner Geschichte als Malzdarre, als Lagerhaus und als Turnhalle. Zuletzt diente es als Werkstatt eines Handwerkbetriebs, die Stadt kaufte es um das Stadtarchiv unterzubringen. Es ist als mittelalterliches Gebäude ein geschütztes Kulturdenkmal.